# Multiply
Multiply（マルチプライ）は、アメリカのソーシャル・ネットワーキング・サービス。日本語版は、2006年6月にリリース。
Multiplyは、写真、ビデオ、ブログ等のメディアを、実際の知り合いとのネットワークと、共有することを重視したソーシャル・ネットワーキング・サービスである。Multiplyでは、ユーザーのネットワークは、直接の知り合いのみでなく、その知り合いの知り合いとつながりの近い人が含まれる。また、ユーザーは、他の人との関係を明確にすることを促し、友人、家族、仕事上の関係者など、近いつながりのある人とのネットワーク全体とコンテンツを共有することやを可能にする。
コミュニケーションを重視するSNSで機能が充実しており、更にブログ、写真、動画、音楽など様々なコンテンツの投稿が可能。Multiplyに投稿した写真が表示されるというスクリーンセイバーもある。また、インポート機能が充実しており、livedoor、Blogger、LiveJournal等からのブログ、Flickr、photobucket、shutterfly等からの写真、YouTube、Google Video等からの動画といったコンテンツのインポートのほかに、Gmail、Hotmail、Outlook、mixi等からインポートしたコンタクト先に向けて招待できる機能もある。